# Septímio
Sétimo (português brasileiro) ou Septímio (português europeu) ou ainda Setimino (português brasileiro) ou Septimino (português europeu) (em latim: Septimius, Septiminus) foi um usurpador romano contra o imperador Aureliano. Ele foi proclamado pelas tropas na Dalmácia, mas sua revolta durou pouco e acabou depois que invasão dos godos perdeu ímpeto. Ele terminou morto por seus próprios soldados.